# La edad de bronce (escultura)
La edad de bronce (en francés L'Âge d'airain) no fue la primera escultura a escala humana realizada por Auguste Rodin, pero sí la primera en sobrevivir. De acuerdo a Judith Cladel, Rodin trabajó en ella durante dieciocho meses, de junio de 1875 a diciembre de 1876 y utilizó como modelo a un joven soldado belga, Auguste Neyt, quien recibió permiso del capitán de su regimiento para posar para Rodin. Mide 178 cm de alto, 59 cm de ancho y 61 cm de profundidad.

## Historia
Neyt declaró que mientras era soldado en el cuerpo de telégrafos, Rodin le solicitó al capitán Malevé que le presentara a nueve de sus hombres mejor tonificados, de esos nueve, lo eligió a él; diariamente posaba para el escultor en diferentes posiciones, quien buscaba mostrar los músculos naturalmente, sin exagerar. Trabajaba dos, tres y hasta cuatro horas en una zona.
En un principio, llevaba una lanza en la mano izquierda, de hecho se puede observar un surco destinado a sujetarla. La obra se expuso en el Círculo Artístico en Bruselas en enero de 1877, aunque la lanza fue removida. Con este desnudo masculino de tamaño natural Rodin se dio a conocer en París al presentarlo al Salón de París en 1877. La idea era representar a un hombre que encarnara el espíritu de un ser primitivo en su máxima pureza.

La obra fue objeto de una dura polémica, ya que el jurado del círculo artístico y literario de Bruselas, donde fue presentado el yeso en el mismo año con el nombre de El derrotado (Le Vaincu), lo rechazó y se publicó en Echo du Parlament, un periódico belga, que estaba hecho de un vaciado del modelo natural y no de un modelo original de arcilla del escultor, acusación deshonrosa que persistió en París donde otros escultores lo defendieron. La crítica de L'Etoile Belge hizo públicos los rumores del plagio durante tres años. Rodin respondió a estas acusaciones en febrero de 1877:
Si algún conocedor me hace el favor de asegurar esto por sí mismo, lo pondré en presencia de mi modelo, así podrá comprobar qué tan lejana es la interpretación artística de una servil copia. 
Esta oferta no fue contestada por nadie, hasta abril de 1877, cuando Félix Bouré escribió a Rodin expresando su consternación sobre esta controversia:
No hay nada realmente asombroso en el hecho de que algunos artistas de Bruselas acusaran tu estatua de ser un molde vivo, no tienen idea de lo que un molde vivo es. 
Pero aquellos escultores franceses, y lo que es más, miembros del jurado, que hayan dicho la misma cosa, simplemente no es posible.
En todo caso, yo declaro y afirmo que te vi modelar la estatua del principio al final, con tus dedos y el cincel de desbaste.
Finalmente, el director de Bellas Artes Edmond Turquet aceptó las pruebas presentadas, ordenó la fundición en bronce y la obra fue expuesta en el Salón en 1880, donde fue galardonada con una medalla, expuesta en el Museo de Orsay.
En 1900 se exhibió en la Exposición Universal de París con el nombre de El hombre que despierta (L'homme qui s'éveille).

## Otros nombres
La escultura ha recibido diferentes nombres:
- El vencido (Le Vaincu)
- La edad de piedra (L'Âge de pierre)
- La edad de bronce (L'Âge de Bronze)
- La edad de hierro (L'Âge de fer)
- El hombre que despierta (L'homme qui s'éveillle)
- El derrotado (Le Vaincu)
- El hombre de las primeras edades (L'Homme des premiers âges)
- El soldado herido (Le Soldat blessé)
- El despertar de la Humanidad (L'Éveil de l'Humanité).